# Аль-Маясса бінт Хамад ібн Халіфа Аль Тані
Аль-Маясса бінт Хамад бін Халіфа Аль Тані (араб. المياسة بنت حمد بن خليفة آل ثاني нар.. 1983, Доха, Катар) — 14-та за старшинством дитина у шейха Хамада бін Халіфа Аль Тані, колишнього еміра Катара, і старша донька еміра від його другої дружини шейхи Шейхи Моза бінт Насер аль-Міснед. Вона була названа «найвпливовішою жінкою в мистецтві».

## Навчання та кар'єра
Шейха Аль-Маясса закінчила навчання на освітньому ступені бакалавра мистецтв у галузі політології та літератури Дюкського університету (Дарем, Північна Кароліна, США) у 2005 році. Під час цього навчання вона обиралася віце-президентом Міжнародної асоціації, віце-президентом Хівара (організації з просування політичного діалогу) та була делегатом на Моделі ООН 2001/2002.
Під час 2003/2004 навчального року Аль-Маясса в рамках академічної мобільності навчалася в Університеті Париж і Пантеон-Сорбонна та в паризькому Інституті політичних досліджень (відомому як Sciences Po).
Після закінчення навчання шейха Аль-Маясса заснувала громадську організацію « Протягнути руку Азії» («Reach Out To Asia»). Ця організація є благодійною, спрямованою на допомогу жертвам стихійного лиха в Азії завдяки організації для молоді якісної освіти.

### Культурна політика та діяльність
Аль-Маясса очолює Катарське відомство музеїв та Інститут кіно в Досі. Це одні з провідних культурних організацій Катару. Поповнюючи катарські колекції мистецтв та запрошуючи провідних світових митців у Доху вона втілює культурну політику держави Катар. У березні 2012 року The Economist назвав її «Катарською королевою культури».
У червні 2014 року головувала на 38-й сесії Комітету Всесвітньої спадщини ЮНЕСКО, яка проходила в Досі .

## Родина та особисте життя
Шейха Маясса — сестра еміра Катару шейха Таміма бін Хамада Аль Тані. Її батько шейх Хамад бін Халіфа аль-Тані є колишнім еміром, а мати шейха Моза бінт Насер аль-Міснед є колишньою першою леді.
Мати Шейхи Маясси Шейха Моза сприяла відкриттю кампусів кількох академічних закладів світового класу в Досі, зокрема Університету Співдружності Вірджинії, Університету Карнегі-Меллона, Джорджтаунського університету, Північно-Західного університету, Техаського університету A&M та Медичного коледжу Вейла Корнелла та Університету Калгарі в Катарі.
Її брат шейх Мохаммед бін Хамад бін Халіфа Аль Тані є головою переможної заявки Катару на проведення Чемпіонату світу з футболу 2022 року в Досі.
Батько шейхи Аль-Маясси, колишній емір Катару з 1995 по 2013 рік, шейх Хамад бін Халіфа Аль Тані, заснував Катарське інвестиційне управління..
Управління інвестицій Катару та його дочірні підприємства придбали багато компаній за кордоном, у тому числі знаменитий лондонський універмаг Harrods, паризький універмаг Printemps, 75 % акцій кіностудії Miramax, 2 % акцій медіаконгломерату та материнської компанії Universal Music Group Vivendi, 1 % акцій виробника предметів розкоші Louis Vuitton Moët Hennessy та кількох інших великих світових компаній.
Шейха Аль-Маясса вийшла заміж (як його перша дружина) за шейха Джассіма бін Абдула Азіза Аль Тані 6 січня 2006 року[44]. Весільна церемонія відбулася у палаці Аль-Ваджбах у Досі. Шейх Джассим — старший син шейха Абдул Азіза бін Джассіма бін Хамада Аль Тані, таким чином подружжя доводяться один одному двоюрідним братом і сестрою. У них на даний момент народилися чотири сини та одна донька:
- Шейх Мухаммед бін Джассім бін Абдулазіз Аль Тані.
- Шейх Хамад бін Джассім бін Абдулазіз Аль Тані.
- Шейх Абдулазіз бін Джасім бін Абдулазіз Аль Тані.
- Шейха Нора бін Джассім бін Абдулазіз Аль Тані
- Шейх Тамім бін Джассім бін Абдулазіз Аль Тані.